# Élections présidentielles sous la Cinquième République dans la Loire-Atlantique
Depuis l'adoption de la Constitution de la Cinquième République française en 1958, dix élections présidentielles ont eu lieu afin d'élire le président de la République. Cette page présente les résultats de ces élections en Loire-Atlantique.

## Synthèse des résultats du second tour
Jusqu'en 1981, la Loire-Atlantique vote plus à droite que la France, plaçant Valéry Giscard d'Estaing (50,09 %) en tête du second tour de l'élection de 1981. Le département vote ensuite selon la tendance nationale. La tendance s'inverse en 2007 puisque le département place Ségolène Royal (52,85 %) en tête en 2007. En 2012, François Hollande obtient près de 2 points de plus qu'au niveau national. En 2017 et en 2022, Emmanuel Macron obtient 11 points de plus qu'au niveau national.
| 2022 | Emmanuel Macron (69,48 %) (France : 58,55 %) | Marine Le Pen (30,52 %) (France : 41,45 %) | 75,85% (France : 71,99%) | 9,31% (France : 8,66%) |

| 2017 | Emmanuel Macron (77,17 %) (France : 66,10 %) | Marine Le Pen (22,83 %) (France : 33,90 %) | 78,38 % (France : 77,77 %) | 1,96 % (France : 2,47 %) |

| 2012 | François Hollande (56,35 %) (France : 51,64 %) | Nicolas Sarkozy (43,65 %) (France : 48,36 %) | 84,24 % (France : 80,35 %) | 1,8 % (France : 5,82 %) |

| 2007 | Nicolas Sarkozy (47,15 %) (France : 53,06 %) | Ségolène Royal (52,85 %) (France : 46,94 %) | 87,22 % (France : 83,97 %) | 1,19 % (France : 4,20 %) |

| 2002 | Jacques Chirac (88,83 %) (France : 82,21 %) | J.-M. Le Pen (11,17 %) (France : 17,79 %) | 74,02 % (France : 79,71 %) | 3,55 % (France : 3,38 %) |

| 1995 | Jacques Chirac (50,33 %) (France : 52,64 %) | Lionel Jospin (49,67 %) (France : 47,36 %) | 80,56 % (France : 78,38 %) | 3,01 % (France : 2,81 %) |

| 1988 | François Mitterrand (54,77 %) (France : 54,02 %) | Jacques Chirac (45,23 %) (France : 45,98 % %) | 81,4 % (France : 81,35 %) | 2,01 % (France : 2,00 %) |

| 1981 | François Mitterrand (49,91 %) (France : 51,76 %) | Valéry Giscard d'Estaing (50,09 %) (France : 48,24 %) | 81,43 % (France : 81,09 %) | 1,46 % (France : 1,62 %) |

| 1974 | Valéry Giscard d'Estaing (56,97 %) (France : 50,81 %) | François Mitterrand (43,03 %) (France : 49,19 %) | 84,64 % (France : 84,23 %) | 0,72 % (France : 0,92 %) |

| 1969 | Georges Pompidou (60,32 %) (France : 58,21 %) | Alain Poher (39,68 %) (France : 41,79 %) | 80,02 % (France : 77,59 %) | 1,02 % (France : 1,29 %) |

| 1965 | Charles de Gaulle (60,74 %) (France : 55,20 %) | François Mitterrand (39,26 %) (France : 44,80 %) | 85,55 % (France : 84,75 %) | 0,84 % (France : 1,01 %) |

|  | ▲ |

## Résultats détaillés par scrutin

### 2022
Arrivé en tête du premier tour, le président sortant Emmanuel Macron (27,85 %) affronte Marine Le Pen (23,15 %), un duel identique à celui du scrutin de 2017. C'est la deuxième fois qu'un second tour opposant les mêmes candidats à deux scrutins présidentiels consécutifs a lieu après ceux où se sont affrontés Valéry Giscard d'Estaing et François Mitterrand en 1974 et 1981.
En troisième position avec 21,95 % des voix, Jean-Luc Mélenchon réalise le score le plus élevé de ses trois candidatures et arrive largement en tête de la gauche, mais échoue à accéder au second tour, avec environ 400 000 voix de moins que Marine Le Pen.
Une nouvelle fois, les partis politiques traditionnels sont absents du second tour, dans des proportions encore plus importantes que lors de la précédente élection. Le Parti socialiste et Les Républicains, représentés respectivement par Anne Hidalgo et Valérie Pécresse, s'effondrent avec des scores historiquement faibles et n'atteignent pas le seuil des 5 %, condition permettant d'être remboursé des frais de campagne.
Pour la première fois, les candidatures classées à l'extrême droite dépassent le seuil de 30 % des suffrages exprimés au premier tour tandis que les sondages d'opinion laissent annoncer un duel serré face au président sortant, la possibilité d'une victoire pour Marine Le Pen étant pour la première fois envisagée par ceux-ci.
Le second tour voit Emmanuel Macron l'emporter par 58,55 % des suffrages exprimés, permettant ainsi au président sortant d'entamer un second mandat. Le septennat ayant été aboli en 2000, il devient ainsi le premier président de la République française à être réélu pour un deuxième quinquennat, le deuxième président de la Cinquième République réélu hors période de cohabitation et le quatrième président de la Cinquième République réélu.
En Loire-Atlantique, Emmanuel Macron arrive en tête du premier tour avec 31,98% des exprimés, suivi de Jean-Luc Mélenchon (23,43%), Marine Le Pen (16,91%)  et Yannick Jadot (7,49%). Au second tour, les électeurs ont voté à 69,48% pour Emmanuel Macron contre 30,52% pour Marine Le Pen avec un taux de participation de 75,85% des inscrits.
| Candidats                | Candidats                | Partis                   | Premier tour | Premier tour | Second tour | Second tour |
| Candidats                | Candidats                | Partis                   | Voix         | %            | Voix        | %           |
| ------------------------ | ------------------------ | ------------------------ | ------------ | ------------ | ----------- | ----------- |
|                          | Emmanuel Macron          | LREM                     | 256 609      | 31,98        | 505 179     | 69,48       |
|                          | Jean-Luc Mélenchon       | LFI                      | 187 977      | 23,43        |             |             |
|                          | Marine Le Pen            | RN                       | 135 702      | 16,91        | 221 934     | 30,52       |
|                          | Yannick Jadot            | EELV                     | 60 072       | 7,49         |             |             |
|                          | Éric Zemmour             | REC                      | 42 761       | 5,33         |             |             |
|                          | Valérie Pécresse         | LR                       | 37 541       | 4,68         |             |             |
|                          | Anne Hidalgo             | PS                       | 18 369       | 2,29         |             |             |
|                          | Fabien Roussel           | PCF                      | 18 322       | 2,28         |             |             |
|                          | Jean Lassalle            | RES                      | 18 298       | 2,28         |             |             |
|                          | Nicolas Dupont-Aignan    | DLF                      | 14 779       | 1,84         |             |             |
|                          | Philippe Poutou          | NPA                      | 7 280        | 0,91         |             |             |
|                          | Nathalie Arthaud         | LO                       | 4 712        | 0,59         |             |             |
|                          |                          |                          |              |              |             |             |
| Votes valides            | Votes valides            | Votes valides            | 802 422      | 97,81        | 727 113     | 90,68       |
| Votes blancs             | Votes blancs             | Votes blancs             | 13 373       | 1,63         | 57 816      | 7,21        |
| Votes nuls               | Votes nuls               | Votes nuls               | 4 559        | 0,56         | 16 881      | 2,10        |
| Total                    | Total                    | Total                    | 820 354      | 100          | 801 810     | 100         |
| Abstention               | Abstention               | Abstention               | 236 339      | 22,37        | 255 271     | 24,15       |
| Inscrits / participation | Inscrits / participation | Inscrits / participation | 1 056 693    | 77,63        | 1 057 081   | 75,85       |

### 2017
Le premier tour de l'élection présidentielle de 2017 voit s'affronter onze candidats. Emmanuel Macron arrive en tête devant Marine Le Pen et tous deux se qualifient pour le second tour. Néanmoins, avec François Fillon et Jean-Luc Mélenchon, les scores des quatre candidats ayant recueilli le plus de voix sont serrés (4,43 points entre le 1er et le 4e). Pour la première fois, aucun des candidats des deux partis politiques pourvoyeurs jusque-là des présidents de la Ve République, n'est présent au second tour. Celui-ci se tient le dimanche 7 mai et se solde par la victoire d'Emmanuel Macron, avec un total de 20 753 798 bulletins de vote en sa faveur, soit 66,10 % des suffrages exprimés, face à la candidate du Front national, qui recueille 33,90 %. Le scrutin est néanmoins marqué par une forte abstention et par un record de votes blancs ou nuls. 
En Loire-Atlantique, Emmanuel Macron arrive en tête du premier tour avec 28,66 % des exprimés, suivi de Jean-Luc Mélenchon (21,98 %), François Fillon (19,68 %), Marine Le Pen (13,7 %) et Benoît Hamon (8,03 %). Au second tour, les électeurs ont voté à 77,17 % pour Emmanuel Macron contre 22,83 % pour Marine Le Pen avec un taux de participation de 78,38 % des inscrits.
|             | EM          | Emmanuel Macron       | 232 602 | 28,66 %    | 525 200 | 77,17 %    |  |  |
|             | LFi         | Jean-Luc Mélenchon    | 178 357 | 21,98 %    |         |            |  |  |
|             | LR          | François Fillon       | 159 703 | 19,68 %    |         |            |  |  |
|             | FN          | Marine Le Pen         | 111 194 | 13,7 %     | 155 353 | 22,83 %    |  |  |
|             | PS          | Benoît Hamon          | 65 140  | 8,03 %     |         |            |  |  |
|             | DlF         | Nicolas Dupont-Aignan | 36 546  | 4,5 %      |         |            |  |  |
|             | NPA         | Philippe Poutou       | 9 618   | 1,19 %     |         |            |  |  |
|             | UPR         | François Asselineau   | 6 129   | 0,76 %     |         |            |  |  |
|             | RES         | Jean Lassalle         | 6 029   | 0,74 %     |         |            |  |  |
|             | LO          | Nathalie Arthaud      | 4 785   | 0,59 %     |         |            |  |  |
|             | SeP         | Jacques Cheminade     | 1 354   | 0,17 %     |         |            |  |  |
|             |             |                       |         |            |         |            |  |  |
|             |             |                       | Nombre  | % inscrits | Nombre  | % inscrits |  |  |
| Inscrits    | Inscrits    | Inscrits              | 993 538 |            | 993 413 |            |  |  |
| Abstentions | Abstentions | Abstentions           | 162 597 | 16,37 %    | 214 740 | 21,62 %    |  |  |
| Votants     | Votants     | Votants               | 830 941 | 83,63 %    | 778 673 | 78,38 %    |  |  |
|             |             |                       |         |            |         |            |  |  |
|             |             |                       |         | % votants  |         | % votants  |  |  |
| Blancs      | Blancs      | Blancs                | 14 639  | 1,47 %     | 69 975  | 7,04 %     |  |  |
| Nuls        | Nuls        | Nuls                  | 4 845   | 0,49 %     | 28 145  | 2,83 %     |  |  |
| Exprimés    | Exprimés    | Exprimés              | 811 457 | 81,67 %    | 680 553 | 68,51 %    |  |  |

### 2012
Hollande, désigné par le PS à la suite d'une primaire ouverte, devance Sarkozy dès le premier tour de l'élection présidentielle de 2012 : c'est la première fois qu'un président sortant est ainsi devancé. Au second tour, Sarkozy est battu mais par un écart plus faible qu'attendu.
En Loire-Atlantique, François Hollande arrive en tête du premier tour avec 31,76 % des exprimés, suivi de Nicolas Sarkozy (26,07 %), Marine Le Pen (12,18 %), Jean-Luc Mélenchon (11,65 %) et François Bayrou (11,3 %). Au second tour, les électeurs ont voté à 56,35 % pour François Hollande contre 43,65 % pour Nicolas Sarkozy avec un taux de participation de 83,93 % des inscrits.
|                | PS             | François Hollande     | 245 708 | 31,76 %    | 419 484 | 56,35 %    |  |  |
|                | UMP            | Nicolas Sarkozy       | 201 671 | 26,07 %    | 324 893 | 43,65 %    |  |  |
|                | FN             | Marine Le Pen         | 94 249  | 12,18 %    |         |            |  |  |
|                | FG             | Jean-Luc Mélenchon    | 90 140  | 11,65 %    |         |            |  |  |
|                | MoDem          | François Bayrou       | 87 453  | 11,3 %     |         |            |  |  |
|                | EELV           | Éva Joly              | 24 410  | 3,15 %     |         |            |  |  |
|                | DLF            | Nicolas Dupont-Aignan | 14 238  | 1,84 %     |         |            |  |  |
|                | NPA            | Philippe Poutou       | 9 635   | 1,25 %     |         |            |  |  |
|                | LO             | Nathalie Arthaud      | 4 458   | 0,58 %     |         |            |  |  |
|                | S&P            | Jacques Cheminade     | 1 760   | 0,23 %     |         |            |  |  |
|                |                |                       |         |            |         |            |  |  |
|                |                |                       | Nombre  | % inscrits | Nombre  | % inscrits |  |  |
| Inscrits       | Inscrits       | Inscrits              | 935 254 |            | 935 620 |            |  |  |
| Abstentions    | Abstentions    | Abstentions           | 147 361 | 15,76 %    | 150 397 | 16,07 %    |  |  |
| Votants        | Votants        | Votants               | 787 893 | 84,24 %    | 785 223 | 83,93 %    |  |  |
|                |                |                       |         |            |         |            |  |  |
|                |                |                       |         | % votants  |         | % votants  |  |  |
| Blancs ou nuls | Blancs ou nuls | Blancs ou nuls        | 14 171  | 1,8 %      | 40 846  | 5,2 %      |  |  |
| Exprimés       | Exprimés       | Exprimés              | 773 722 | 98,2 %     | 744 377 | 98,2 %     |  |  |

### 2007
Au premier tour de l'élection présidentielle de 2007, Sarkozy réussit à capter une partie des voix de Le Pen et arrive largement en tête. Royal est la première femme qualifiée pour le second tour d'une élection présidentielle. Elle est battue avec une avance de 6 points.
En Loire-Atlantique, Ségolène Royal arrive en tête du premier tour avec 29,77 % des exprimés, suivie de Nicolas Sarkozy (28,01 %), François Bayrou (20,82 %), Jean-Marie Le Pen (6,56 %) et Olivier Besancenot (4,38 %). Au second tour, les électeurs ont voté à 47,15 % pour Nicolas Sarkozy contre 52,85 % pour Ségolène Royal avec un taux de participation de 86,51 % des inscrits.
|                | PS             | Ségolène Royal       | 228 851 | 29,77 %    | 391 655 | 52,85 %    |  |  |
|                | UMP            | Nicolas Sarkozy      | 215 346 | 28,01 %    | 349 366 | 47,15 %    |  |  |
|                | UDF            | François Bayrou      | 160 022 | 20,82 %    |         |            |  |  |
|                | FN             | Jean-Marie Le Pen    | 50 401  | 6,56 %     |         |            |  |  |
|                | LCR            | Olivier Besancenot   | 33 704  | 4,38 %     |         |            |  |  |
|                | MPF            | Philippe de Villiers | 23 947  | 3,12 %     |         |            |  |  |
|                | Les Verts      | Dominique Voynet     | 14 582  | 1,9 %      |         |            |  |  |
|                | GPA            | Marie-George Buffet  | 10 724  | 1,39 %     |         |            |  |  |
|                | SE             | José Bové            | 9 946   | 1,29 %     |         |            |  |  |
|                | LO             | Arlette Laguiller    | 9 604   | 1,25 %     |         |            |  |  |
|                | CPNT           | Frédéric Nihous      | 9 447   | 1,23 %     |         |            |  |  |
|                | CNRSP          | Gérard Schivardi     | 2 187   | 0,28 %     |         |            |  |  |
|                |                |                      |         |            |         |            |  |  |
|                |                |                      | Nombre  | % inscrits | Nombre  | % inscrits |  |  |
| Inscrits       | Inscrits       | Inscrits             | 892 016 |            | 892 230 |            |  |  |
| Abstentions    | Abstentions    | Abstentions          | 113 982 | 12,78 %    | 120 367 | 13,49 %    |  |  |
| Votants        | Votants        | Votants              | 778 034 | 87,22 %    | 771 863 | 86,51 %    |  |  |
|                |                |                      |         |            |         |            |  |  |
|                |                |                      |         | % votants  |         | % votants  |  |  |
| Blancs ou nuls | Blancs ou nuls | Blancs ou nuls       | 9 273   | 1,19 %     | 30 842  | 4 %        |  |  |
| Exprimés       | Exprimés       | Exprimés             | 768 761 | 98,81 %    | 741 021 | 96 %       |  |  |

### 2002
Après cinq années de cohabitation, un duel est attendu entre Chirac et le Premier ministre Jospin lors de l'élection présidentielle de 2002, mais, à la surprise générale, ce dernier est devancé par Le Pen au premier tour. Au second tour, Chirac bénéficie du ralliement de la gauche et reçoit un score sans précédent. Il s'agit de la première élection pour un mandat de cinq ans et non plus sept.
En Loire-Atlantique, Jacques  Chirac arrive en tête du premier tour avec 18,77 % des exprimés, suivi de Lionel  Jospin (17,97 %), Jean-Marie  Le Pen (11,55 %), François Bayrou (7,9 %) et Noel  Mamere (7,07 %). Au second tour, les électeurs ont voté à 88,83 % pour Jacques  Chirac contre 11,17 % pour Jean-Marie  Le Pen avec un taux de participation de 81,51 % des inscrits.
|                | RPR            | Jacques Chirac          | 109 154 | 18,77 %    | 561 600 | 88,83 %    |  |  |
|                | PS             | Lionel Jospin           | 104 482 | 17,97 %    |         |            |  |  |
|                | FN             | Jean-Marie Le Pen       | 67 142  | 11,55 %    | 70 654  | 11,17 %    |  |  |
|                | UDF            | François Bayrou         | 45 968  | 7,9 %      |         |            |  |  |
|                | Les Verts      | Noël Mamère             | 41 089  | 7,07 %     |         |            |  |  |
|                | LO             | Arlette Laguiller       | 36 716  | 6,31 %     |         |            |  |  |
|                | LCR            | Olivier Besancenot      | 31 888  | 5,48 %     |         |            |  |  |
|                | MC             | Jean-Pierre Chevènement | 29 557  | 5,08 %     |         |            |  |  |
|                | CPNT           | Jean Saint-Josse        | 26 263  | 4,52 %     |         |            |  |  |
|                | DL             | Alain Madelin           | 24 254  | 4,17 %     |         |            |  |  |
|                | Cap21          | Corinne Lepage          | 14 573  | 2,51 %     |         |            |  |  |
|                | PC             | Robert Hue              | 14 446  | 2,48 %     |         |            |  |  |
|                | PRG            | Christiane Taubira      | 13 059  | 2,25 %     |         |            |  |  |
|                | FRS            | Christine Boutin        | 10 875  | 1,87 %     |         |            |  |  |
|                | MNR            | Bruno Mégret            | 8 765   | 1,51 %     |         |            |  |  |
|                | PT             | Daniel Gluckstein       | 3 302   | 0,57 %     |         |            |  |  |
|                |                |                         |         |            |         |            |  |  |
|                |                |                         | Nombre  | % inscrits | Nombre  | % inscrits |  |  |
| Inscrits       | Inscrits       | Inscrits                | 814 585 |            | 814 580 |            |  |  |
| Abstentions    | Abstentions    | Abstentions             | 211 622 | 25,98 %    | 150 642 | 18,49 %    |  |  |
| Votants        | Votants        | Votants                 | 602 963 | 74,02 %    | 663 938 | 81,51 %    |  |  |
|                |                |                         |         |            |         |            |  |  |
|                |                |                         |         | % votants  |         | % votants  |  |  |
| Blancs ou nuls | Blancs ou nuls | Blancs ou nuls          | 21 430  | 3,55 %     | 31 684  | 4,77 %     |  |  |
| Exprimés       | Exprimés       | Exprimés                | 581 533 | 96,45 %    | 632 254 | 95,23 %    |  |  |

### 1995
Après une nouvelle cohabitation et alors que la droite est particulièrement divisée entre Chirac et le Premier ministre Balladur, Jospin réussit à arriver en tête au premier tour de l'élection présidentielle de 1995, malgré la très lourde défaite de la gauche aux législatives de 1993. Au second tour, il est battu par Chirac.
En Loire-Atlantique, Lionel Jospin arrive en tête du premier tour avec 26,15 % des exprimés, suivi d'Édouard Balladur (20,9 %), Jacques Chirac (18,5 %), Jean-Marie Le Pen (9,61 %) et Robert Hue (7,19 %). Au second tour, les électeurs ont voté à 50,33 % pour Jacques Chirac contre 49,67 % pour Lionel Jospin avec un taux de participation de 79,76 % des inscrits.
|                | PS             | Lionel Jospin        | 157 015 | 26,15 %    | 288 239 | 49,67 %    |  |  |
|                | RPR            | Édouard Balladur     | 125 494 | 20,9 %     |         |            |  |  |
|                | RPR            | Jacques Chirac       | 111 077 | 18,5 %     | 292 077 | 50,33 %    |  |  |
|                | FN             | Jean-Marie Le Pen    | 57 668  | 9,61 %     |         |            |  |  |
|                | PC             | Robert Hue           | 43 141  | 7,19 %     |         |            |  |  |
|                | MPF            | Philippe de Villiers | 41 818  | 6,97 %     |         |            |  |  |
|                | LO             | Arlette Laguiller    | 37 195  | 6,2 %      |         |            |  |  |
|                | Les Verts      | Dominique Voynet     | 25 261  | 4,21 %     |         |            |  |  |
|                | S&P            | Jacques Cheminade    | 1 665   | 0,28 %     |         |            |  |  |
|                |                |                      |         |            |         |            |  |  |
|                |                |                      | Nombre  | % inscrits | Nombre  | % inscrits |  |  |
| Inscrits       | Inscrits       | Inscrits             | 768 340 |            | 768 116 |            |  |  |
| Abstentions    | Abstentions    | Abstentions          | 149 382 | 19,44 %    | 155 462 | 20,24 %    |  |  |
| Votants        | Votants        | Votants              | 618 958 | 80,56 %    | 612 654 | 79,76 %    |  |  |
|                |                |                      |         |            |         |            |  |  |
|                |                |                      |         | % votants  |         | % votants  |  |  |
| Blancs ou nuls | Blancs ou nuls | Blancs ou nuls       | 18 624  | 3,01 %     | 32 338  | 5,28 %     |  |  |
| Exprimés       | Exprimés       | Exprimés             | 600 334 | 96,99 %    | 580 316 | 94,72 %    |  |  |

### 1988
Après deux ans de cohabitation, Mitterrand affronte le Premier ministre Chirac lors de l'élection présidentielle de 1988. Le Pen obtient au premier tour un score jusque-là sans précédent pour un parti d'extrême droite. Au second tour, Mitterrand est facilement réélu.
En Loire-Atlantique, François Mitterrand arrive en tête du premier tour avec 36,79 % des exprimés, suivi de Raymond Barre (19,89 %), Jacques Chirac (19,76 %), Jean-Marie Le Pen (10,04 %) et Antoine Waechter (4,27 %). Au second tour, les électeurs ont voté à 54,77 % pour François Mitterrand contre 45,23 % pour Jacques Chirac avec un taux de participation de 83,93 % des inscrits.
|                | PS                    | François Mitterrand | 206 809 | 36,79 %    | 313 263 | 54,77 %    |  |  |
|                | SE                    | Raymond Barre       | 111 809 | 19,89 %    |         |            |  |  |
|                | RPR                   | Jacques Chirac      | 111 074 | 19,76 %    | 258 681 | 45,23 %    |  |  |
|                | FN                    | Jean-Marie Le Pen   | 56 420  | 10,04 %    |         |            |  |  |
|                | Les Verts             | Antoine Waechter    | 23 978  | 4,27 %     |         |            |  |  |
|                | PC                    | André Lajoinie      | 22 359  | 3,98 %     |         |            |  |  |
|                | LO                    | Arlette Laguiller   | 13 449  | 2,39 %     |         |            |  |  |
|                | Communiste rénovateur | Pierre Juquin       | 13 345  | 2,37 %     |         |            |  |  |
|                | MPT                   | Pierre Boussel      | 2 862   | 0,51 %     |         |            |  |  |
|                |                       |                     |         |            |         |            |  |  |
|                |                       |                     | Nombre  | % inscrits | Nombre  | % inscrits |  |  |
| Inscrits       | Inscrits              | Inscrits            | 704 725 |            | 704 534 |            |  |  |
| Abstentions    | Abstentions           | Abstentions         | 131 072 | 18,6 %     | 113 227 | 16,07 %    |  |  |
| Votants        | Votants               | Votants             | 573 653 | 81,4 %     | 591 307 | 83,93 %    |  |  |
|                |                       |                     |         |            |         |            |  |  |
|                |                       |                     |         | % votants  |         | % votants  |  |  |
| Blancs ou nuls | Blancs ou nuls        | Blancs ou nuls      | 11 548  | 2,01 %     | 19 363  | 3,27 %     |  |  |
| Exprimés       | Exprimés              | Exprimés            | 562 105 | 97,99 %    | 571 944 | 96,73 %    |  |  |

### 1981
Lors de l'élection présidentielle de 1981, Giscard d'Estaing arrive en tête au premier tour et affronte, comme la fois précédente, Mitterrand. Pour la première fois, un président sortant est battu : Mitterrand devient le premier président de gauche de la Ve République.
En Loire-Atlantique, Valéry Giscard d'Estaing arrive en tête du premier tour avec 29,81 % des exprimés, suivi de François Mitterrand (28,47 %), Jacques Chirac (17,92 %), Georges Marchais (9,34 %) et Brice Lalonde (4,4 %). Au second tour, les électeurs ont voté à 56,97 % pour Valéry Giscard d'Estaing contre 49,91 % pour François Mitterrand avec un taux de participation de 86,26 % des inscrits.
|                | UDF            | Valéry Giscard d'Estaing | 156 176 | 29,81 %    | 274 660 | 50,09 %    |  |  |
|                | PS             | François Mitterrand      | 149 168 | 28,47 %    | 273 629 | 49,91 %    |  |  |
|                | RPR            | Jacques Chirac           | 93 905  | 17,92 %    |         |            |  |  |
|                | PC             | Georges Marchais         | 48 924  | 9,34 %     |         |            |  |  |
|                | MEP            | Brice Lalonde            | 23 077  | 4,4 %      |         |            |  |  |
|                | MRG            | Michel Crépeau           | 14 811  | 2,83 %     |         |            |  |  |
|                | LO             | Arlette Laguiller        | 13 395  | 2,56 %     |         |            |  |  |
|                | Divers droite  | Michel Debré             | 9 783   | 1,87 %     |         |            |  |  |
|                | PSU            | Huguette Bouchardeau     | 7 980   | 1,52 %     |         |            |  |  |
|                | Divers droite  | Marie-France Garaud      | 6 731   | 1,28 %     |         |            |  |  |
|                |                |                          |         |            |         |            |  |  |
|                |                |                          | Nombre  | % inscrits | Nombre  | % inscrits |  |  |
| Inscrits       | Inscrits       | Inscrits                 | 652 967 |            | 652 911 |            |  |  |
| Abstentions    | Abstentions    | Abstentions              | 121 263 | 18,57 %    | 89 713  | 13,74 %    |  |  |
| Votants        | Votants        | Votants                  | 531 704 | 81,43 %    | 563 198 | 86,26 %    |  |  |
|                |                |                          |         |            |         |            |  |  |
|                |                |                          |         | % votants  |         | % votants  |  |  |
| Blancs ou nuls | Blancs ou nuls | Blancs ou nuls           | 7 754   | 1,46 %     | 14 909  | 2,65 %     |  |  |
| Exprimés       | Exprimés       | Exprimés                 | 523 950 | 98,54 %    | 548 289 | 97,35 %    |  |  |

### 1974
L'élection présidentielle de 1974 est une élection anticipée à la suite de la mort de Pompidou. Mitterrand, candidat unique de la gauche, est largement en tête au premier tour devant Giscard d'Estaing, qui distance lui-même Chaban-Delmas. Au terme d'une campagne animée, marquée par un débat télévisé tendu, Giscard d'Estaing l'emporte avec une très courte avance.
En Loire-Atlantique, Valéry Giscard d'Estaing arrive en tête du premier tour avec 38,27 % des exprimés, suivi de François Mitterrand (36,99 %), Jacques Chaban-Delmas (15,26 %), Jean Royer (4,35 %) et Arlette Laguiller (2,08 %). Au second tour, les électeurs ont voté à 56,97 % pour Valéry Giscard d'Estaing contre 43,03 % pour François Mitterrand avec un taux de participation de 87,09 % des inscrits.
|                | RI             | Valéry Giscard d'Estaing | 172 096 | 38,27 %    | 262 282 | 56,97 %    |  |  |
|                | PS             | François Mitterrand      | 166 341 | 36,99 %    | 198 083 | 43,03 %    |  |  |
|                | UDR            | Jacques Chaban-Delmas    | 68 627  | 15,26 %    |         |            |  |  |
|                | SE             | Jean Royer               | 19 571  | 4,35 %     |         |            |  |  |
|                | LO             | Arlette Laguiller        | 9 361   | 2,08 %     |         |            |  |  |
|                | SE, écologiste | René Dumont              | 6 157   | 1,37 %     |         |            |  |  |
|                | FN             | Jean-Marie Le Pen        | 2 800   | 0,62 %     |         |            |  |  |
|                | MDSF           | Émile Muller             | 2 193   | 0,49 %     |         |            |  |  |
|                | FCR            | Alain Krivine            | 1 167   | 0,26 %     |         |            |  |  |
|                | NAR            | Bertrand Renouvin        | 579     | 0,13 %     |         |            |  |  |
|                | MFE            | Jean-Claude Sebag        | 555     | 0,12 %     |         |            |  |  |
|                |                |                          |         |            |         |            |  |  |
|                |                |                          | Nombre  | % inscrits | Nombre  | % inscrits |  |  |
| Inscrits       | Inscrits       | Inscrits                 | 535 175 |            | 535 075 |            |  |  |
| Abstentions    | Abstentions    | Abstentions              | 82 207  | 15,36 %    | 69 071  | 12,91 %    |  |  |
| Votants        | Votants        | Votants                  | 452 968 | 84,64 %    | 466 004 | 87,09 %    |  |  |
|                |                |                          |         |            |         |            |  |  |
|                |                |                          |         | % votants  |         | % votants  |  |  |
| Blancs ou nuls | Blancs ou nuls | Blancs ou nuls           | 3 267   | 0,72 %     | 5 639   | 1,21 %     |  |  |
| Exprimés       | Exprimés       | Exprimés                 | 449 701 | 99,28 %    | 460 365 | 98,79 %    |  |  |

### 1969
L'élection présidentielle de 1969 est une élection anticipée à la suite de la démission de De Gaulle. La gauche se lance désunie dans la course et, bien que Duclos (PCF) manque de le devancer, c'est le président par intérim Poher qui accède au second tour face à l'ex-Premier ministre Pompidou. Alors que Duclos refuse d'appeler à voter au second tour pour « bonnet blanc ou blanc bonnet », Pompidou est finalement largement élu.
En Loire-Atlantique, Georges Pompidou arrive en tête du premier tour avec 49,54 % des exprimés, suivi de Alain Poher (26,29 %), Jacques Duclos (12,65 %), Michel Rocard (5,14 %) et Gaston Defferre (4,48 %). Au second tour, les électeurs ont voté à 60,32 % pour Georges Pompidou contre 39,68 % pour Alain Poher avec un taux de participation de 72,56 % des inscrits.
|                | UDR            | Georges Pompidou | 199 390 | 49,54 %    | 213 436 | 60,32 %    |  |  |
|                | CD             | Alain Poher      | 105 801 | 26,29 %    | 140 409 | 39,68 %    |  |  |
|                | PC             | Jacques Duclos   | 50 932  | 12,65 %    |         |            |  |  |
|                | PSU            | Michel Rocard    | 20 678  | 5,14 %     |         |            |  |  |
|                | SFIO           | Gaston Defferre  | 18 036  | 4,48 %     |         |            |  |  |
|                | SE             | Louis Ducatel    | 4 202   | 1,04 %     |         |            |  |  |
|                | LC             | Alain Krivine    | 3 474   | 0,86 %     |         |            |  |  |
|                |                |                  |         |            |         |            |  |  |
|                |                |                  | Nombre  | % inscrits | Nombre  | % inscrits |  |  |
| Inscrits       | Inscrits       | Inscrits         | 508 159 |            | 507 257 |            |  |  |
| Abstentions    | Abstentions    | Abstentions      | 101 511 | 19,98 %    | 139 190 | 27,44 %    |  |  |
| Votants        | Votants        | Votants          | 406 648 | 80,02 %    | 368 067 | 72,56 %    |  |  |
|                |                |                  |         |            |         |            |  |  |
|                |                |                  |         | % votants  |         | % votants  |  |  |
| Blancs ou nuls | Blancs ou nuls | Blancs ou nuls   | 4 135   | 1,02 %     | 14 222  | 3,86 %     |  |  |
| Exprimés       | Exprimés       | Exprimés         | 402 513 | 98,98 %    | 353 845 | 96,14 %    |  |  |

### 1965
L'élection présidentielle de 1965 est la première élection au suffrage universel direct à la suite du référendum d'octobre 1962. De Gaulle est mis en ballottage, à la surprise générale, par Mitterrand, candidat unique de la gauche. La campagne du second tour est axée sur l'Europe et les relations internationales ainsi que sur l'armement nucléaire. De Gaulle est finalement réélu avec une large avance.
En Loire-Atlantique, Charles de Gaulle arrive en tête du premier tour avec 44,46 % des exprimés, suivi de François Mitterrand (25,48 %), Jean Lecanuet (23,2 %), Jean-Louis Tixier-Vignancour (4,16 %) et Pierre Marcilhacy (1,79 %). Au second tour, les électeurs ont voté à 60,74 % pour Charles de Gaulle contre 39,26 % pour François Mitterrand avec un taux de participation de 85,19 % des inscrits.
|                | UNR            | Charles de Gaulle            | 184 556 | 44,46 %    | 244 625 | 60,74 %    |  |  |
|                | CIR            | François Mitterrand          | 105 779 | 25,48 %    | 158 133 | 39,26 %    |  |  |
|                | MRP            | Jean Lecanuet                | 96 328  | 23,2 %     |         |            |  |  |
|                | SE             | Jean-Louis Tixier-Vignancour | 17 272  | 4,16 %     |         |            |  |  |
|                | PLE            | Pierre Marcilhacy            | 7 424   | 1,79 %     |         |            |  |  |
|                | SE             | Marcel Barbu                 | 3 765   | 0,91 %     |         |            |  |  |
|                |                |                              |         |            |         |            |  |  |
|                |                |                              | Nombre  | % inscrits | Nombre  | % inscrits |  |  |
| Inscrits       | Inscrits       | Inscrits                     | 489 365 |            | 489 249 |            |  |  |
| Abstentions    | Abstentions    | Abstentions                  | 70 717  | 14,45 %    | 72 472  | 14,81 %    |  |  |
| Votants        | Votants        | Votants                      | 418 648 | 85,55 %    | 416 777 | 85,19 %    |  |  |
|                |                |                              |         |            |         |            |  |  |
|                |                |                              |         | % votants  |         | % votants  |  |  |
| Blancs ou nuls | Blancs ou nuls | Blancs ou nuls               | 3 524   | 0,84 %     | 14 019  | 3,36 %     |  |  |
| Exprimés       | Exprimés       | Exprimés                     | 415 124 | 99,16 %    | 402 758 | 96,64 %    |  |  |